# برایتون، ایلینوی
برایتون (به انگلیسی: Brighton) یک روستا در ایالات متحده آمریکا است که در ایلینوی واقع شده‌است. برایتون ۴٫۹۵ کیلومتر مربع مساحت و ۲٬۲۵۴ نفر جمعیت دارد و ۲۰۲٫۰۸ متر بالاتر از سطح دریا واقع شده‌است.